# Le Chat Noir

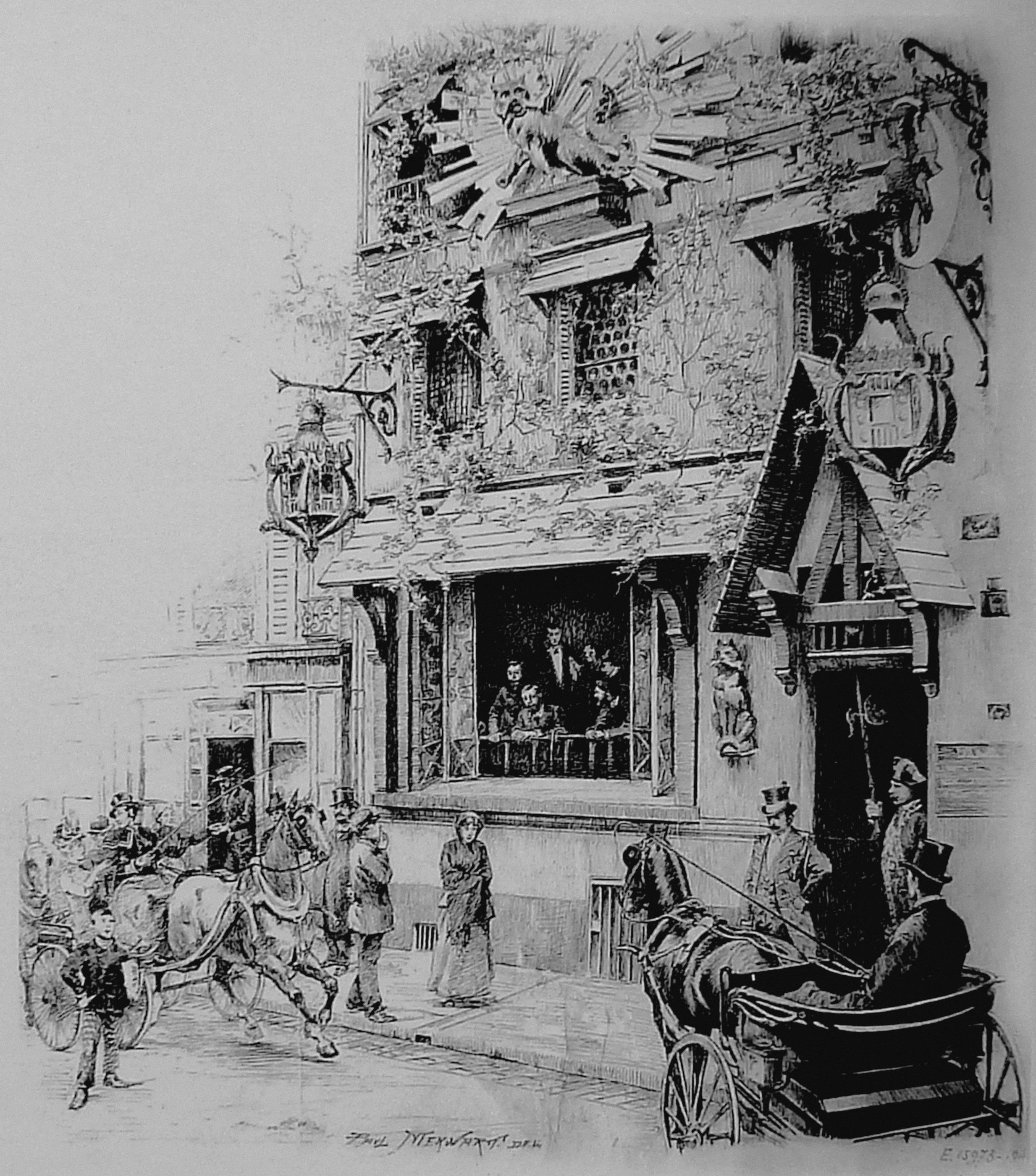
Le Chat Noir, Stich von Paul Merwart, um 1885

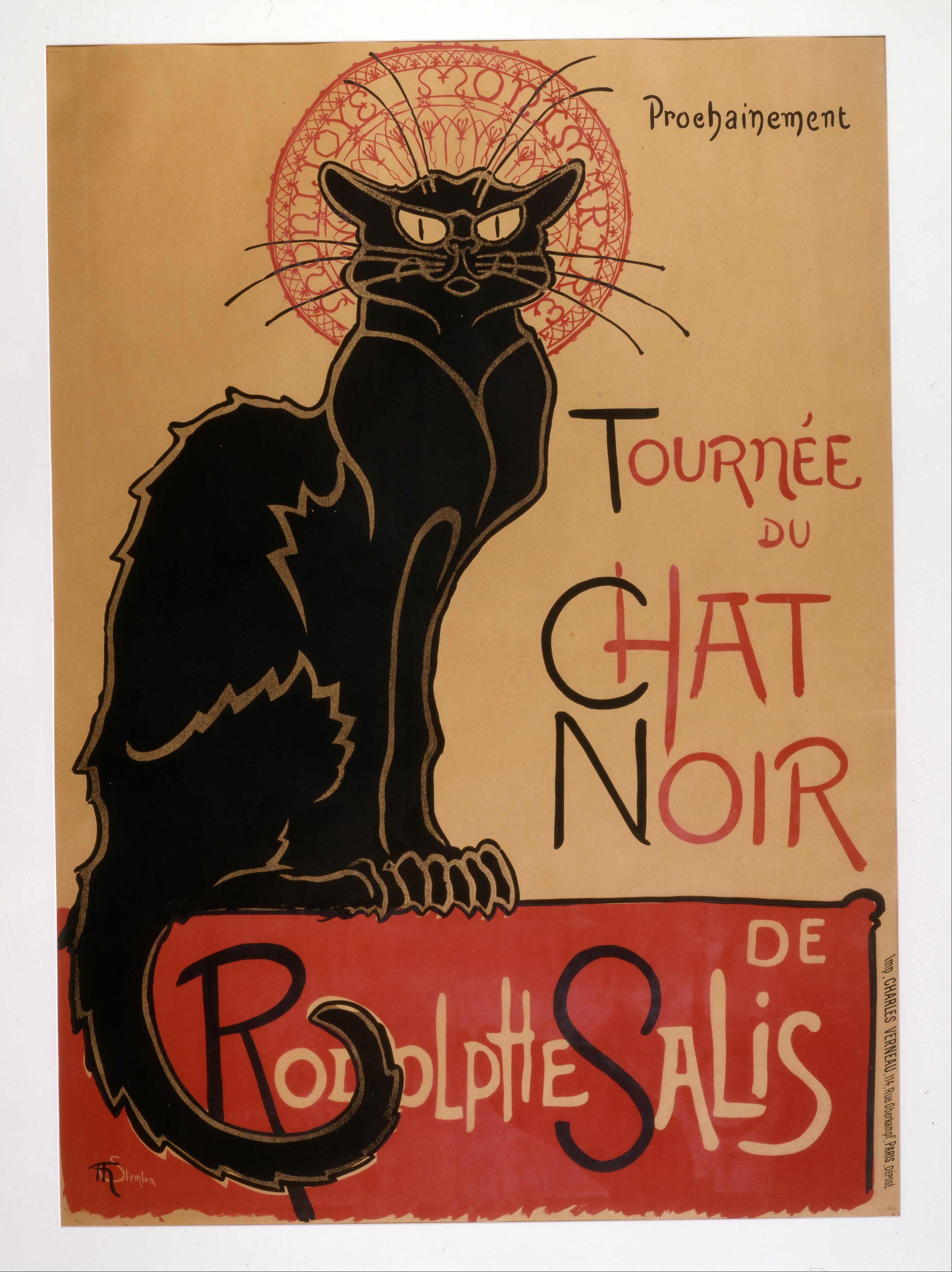
Théophile-Alexandre Steinlen: Le Chat noir, Plakat 1896

Le Chat Noir (deutsch Der schwarze Kater) war von 1881 bis 1897 ein beliebtes Pariser Kabarett auf dem Montmartre, das von Rodolphe Salis gegründet wurde. Es war im Fin de siècle ein Treffpunkt vieler Chanson-Sänger, Künstler, Schriftsteller und Schauspieler und wurde zu einem Inbegriff der Pariser Bohème.
Das Etablissement wurde am 18. November 1881 vom Impresario Salis im Haus 84 Boulevard de Rochechouart eröffnet, zog dann bald um in die 12 Rue Victor-Massé. 1897, kurz nach seinem Tode, wurde es geschlossen.
Das Le Chat Noir wird als das erste moderne Cabaret angesehen: ein Nachtklub, wo die Gäste an Tischen saßen, alkoholische Getränke zu sich nahmen, während sie mit Bühnendarbietungen unterhalten wurden. Die einzelnen Akte wurden von einem Conférencier vorgestellt, welcher auch mit den Stammgästen interagierte. Das Konzept wurde vielfach kopiert, unter anderem von dem Stray Dog Café in Sankt Petersburg oder dem Els Quatre Gats in Barcelona.
In seiner Blütezeit war das Café ein vielfrequentierter Nachtclub, welcher manchmal ein anspruchsvoller Künstlersalon oder manchmal ein lärmendes Café-concert war. Das Cabaret publizierte zudem bis 1887 seine eigene Zeitung, ein humorvolles Journal namens Le Chat Noir. In der Wahrnehmung bis heute präsent und millionenfach nachgedruckt ist das berühmte Plakat von Théophile Steinlen.

## Anfänge am Boulevard Rochechouart
Das Lokal hatte seine Anfänge in einer der billigsten Absteigen, die seinerzeit zu finden waren, einem ehemaligen Postamt mit zwei Räumen an der Adresse 84 Boulevard Rochechouart (heute erinnert eine Gedenktafel daran). Die von Salis lange gehegte Vorstellung von einem Künstlercafé, welches er zu eröffnen beabsichtigte, sollte „im reinsten Stile Louis des XIII.“ sein, „mit einem eisernen in byzantinischer Epoche geschmiedeten Kronleuchter und die Edelleute, die Bürger und die Bauern würden von jetzt an aufgefordert den üblichen Absinth wie Victor Hugo (den, den Garibaldi vorzog) und den Hypocras aus goldenen Pokalen zu trinken“.
Um sich zusätzlich von den vielen anderen Künstlerkneipen am Montmartre abzusetzen, nannte er sein Lokal cabaret artistique, im damaligen Sprachgebrauch eine Art Gaststätte mit Kleinkunstdarbietung zur Unterhaltung der Gäste. Es sollte Künstlern und Malern als Treffpunkt zum Gedankenaustausch dienen. Einer der ersten Stammgäste war Aristide Bruant, der sich mit dem Eintritt in die Künstlercabaret-Szene ein Stück weit von seiner burlesken Cafeconc-Vergangenheit lösen wollte. Mit Émile Goudeau kam Salis auf die Idee, dessen antibürgerlichen Literaturzirkel (siehe auch Dekadenzdichtung) Les Hydropathes („die, die wasserscheu sind — deshalb trinken sie nur Wein“) zu sich ins Etablissement zu holen.
In den ersten Tagen wurde billiger Wein serviert, wie auch die Inneneinrichtung eher spartanisch gestaltet war. Eine Besonderheit war aber der mit goldgeschmückter Uniform gekleidete Schweizer Gardist an der Einlasstür. Dieser war dafür verantwortlich, die Maler und Poeten hineinzugeleiten, aber den „infamen Geistlichen und dem Militär“ den Einlass zu verwehren. Eines der besonderen Objekte im Lokal war „der Schädel Ludwigs XIII.“, allerdings in der Größe eines Kinderkopfes.
Erstmals in einem Varietétheater durfte ein Piano auf der Bühne platziert werden, was bis dahin polizeilich verboten war.
Doch das Chat Noir entwickelte sich nicht nur zu einem Treffpunkt der Bohémiens, sondern wurde zunehmend auch von der gehobenen Pariser Gesellschaft frequentiert, so dass das kleine Lokal schnell zu eng wurde. Auch zog der stete Strom der Menschen aus anderen Vierteln den Argwohn der ortsansässigen kriminellen Szene auf sich, welche in der Regel keinen Zutritt hatte, sodass es zu Rangeleien an der Tür kam. Diese gipfelten in einer Messerstecherei, bei der ein Kellner getötet wurde und mehrere Gäste verletzt wurden. Sogar Salis selber soll dabei verletzt worden sein.
Salis entschied daher im Jahr 1885, mit seinem Tross in die dreigeschossige Villa des Malers Alfred Stevens in der Rue de Laval (heute Rue Victor Massé) umzuziehen. Aristide Bruant, der von den Zuhältern als „einer der ihren“ geduldet wurde, übernahm die alten Räumlichkeiten und richtete sein berühmtes Le Mirliton (Die Rohrflöte) ein. Er war es auch, der ein Jahr zuvor das berühmte Lied Le Chat Noir schrieb. Es enthielt den bekannten Refrain „Je cherche fortune, Autour du Chat Noir, Au clair de la lune, A Montmartre!“.

## Rue Victor-Massé

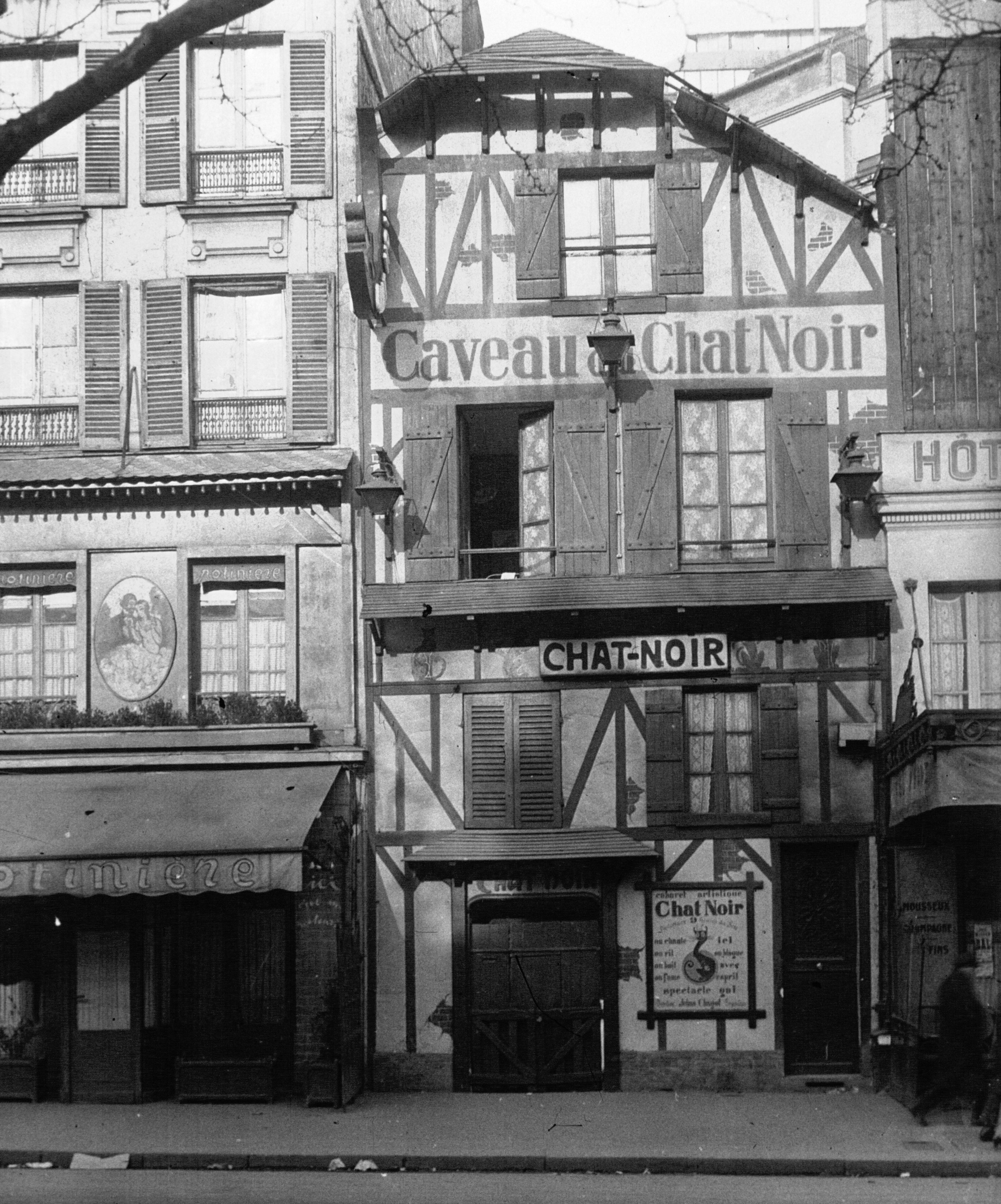
Lokal am Boulevard de Clichy 68, Foto von 1929

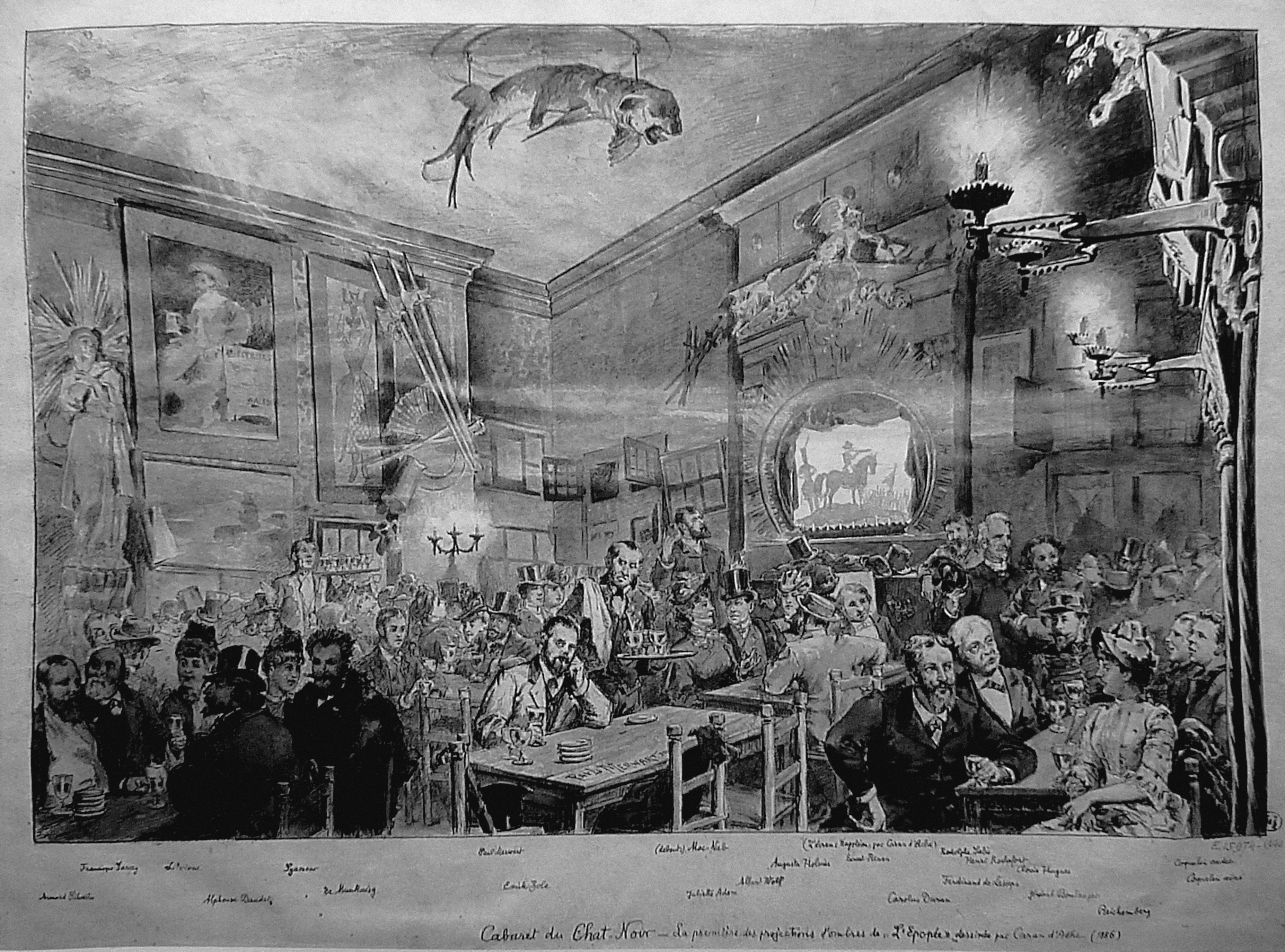
Interieur des Le Chat Noir, Stich von Paul Merwart, 1886

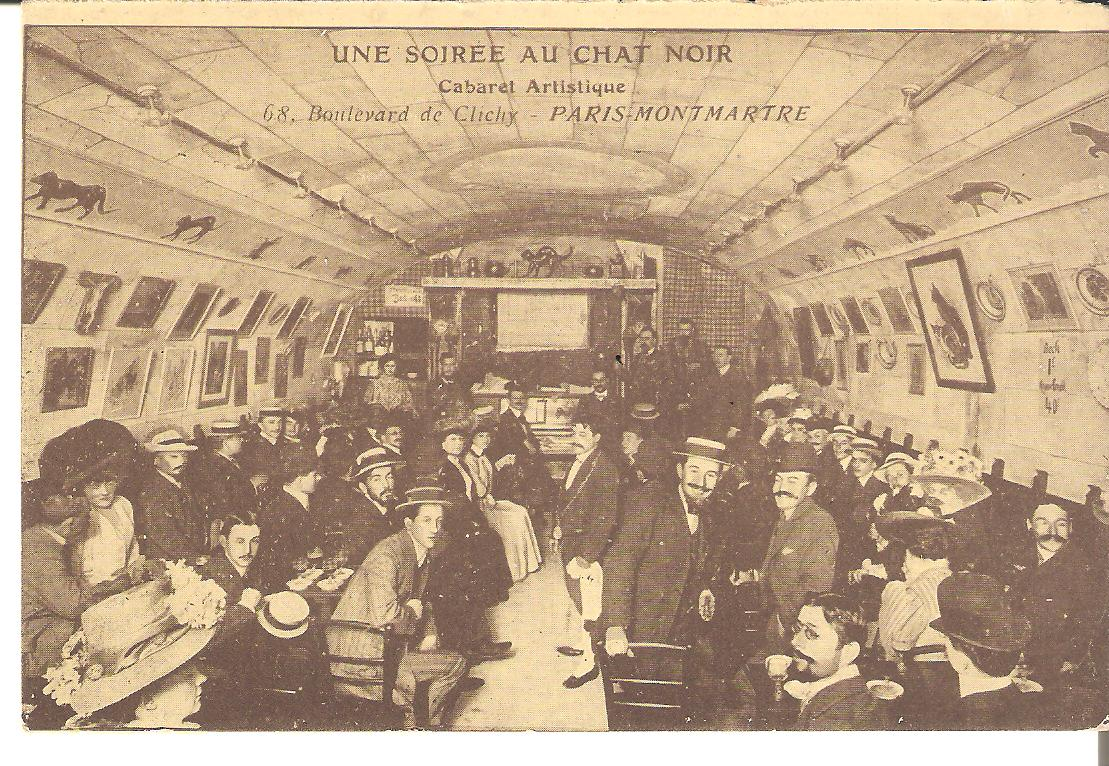
Le Chat Noir am Boulevard de Clichy, Postkarte

Das Le Chat Noir, nun an der Adresse 12 Rue Victor-Massé (zum Zeitpunkt der Eröffnung 1885 noch 12 Rue de Laval benannt), war recht luxuriös angelegt. Das dreistöckige Haus wurde von Salis und mithilfe des Architekten Maurice Isabey in einen „extravaganten Landgasthof“ umgewandelt. In den verschiedenen großen Räumen ließ er von Illustratoren wie Henri Rivière und Caran d’Ache pseudohistorische Bühnenbilder errichten. Henri Rivière baute mit ihm auch die farbigen Schattenspiele, auf denen regelrecht kleine Meisterwerke gegeben wurden. Begleitet wurden die Aufführungen durch die Hauspianisten Georges Fragerolle und Erik Satie, welche auch die meisten Musikstücke schrieben.
Am 10. Juni 1885 wurde das Café, zusammen mit einer symbolischen Prozession vom alten Standort zum neuen Platz, feierlich eröffnet. Sehr bald fanden junge Poeten und Sänger ihre Bühne in Paris, um ihr Schaffen zu zeigen.
Mit übertriebener, ironischer Höflichkeit spielte Salis dazu den Conférencier, den „Seigneur de Chatnoirville“, wie er es nannte. Salis bezeichnete sein Etablissement zudem gerne als das außergewöhnlichste („plus extraordinaire“) Cabaret der Welt.
Man saß Schulter an Schulter mit den bekanntesten Menschen von Paris und man traf Menschen aus aller Welt. Berühmte Gäste des Chat Noir waren, neben den bereits erwähnten Künstlern und Persönlichkeiten, unter anderem Jane Avril, Franc-Nohain, Adolphe Willette, André Gill, Émile Cohl, Paul Bilhaud, Sarah England, Paul Verlaine, Claude Debussy, Charles Cros, Jules Laforgue, Yvette Guilbert, Charles Moréas, Albert Samain, Louis Le Cardonnel, Coquelin Cadet, Alphonse Allais, Maurice Rollinat, Maurice Donnay, Armand Masson, Théodore Botrel, Paul Signac, August Strindberg, George Auriol, Marie Krysinska, Henri de Toulouse-Lautrec und General Boulanger. Sogar der damalige Prince of Wales, der spätere König Eduard VII., soll inkognito unter den Gästen gewesen sein.
Auch lokale Politiker waren Gäste Salis’, sodass er durch deren wohlwollende Einflussnahme von den steten Anzeigen der Nachbarn und Neidern verschont blieb.
Das Lokal war nun nahezu zu jeder Tages- und Nachtstunde mit Publikum besetzt. Es wurde kein Eintritt genommen, aber der Verzehr, vornehmlich Steinkrüge mit Bier, wurde entsprechend höher bepreist.
Ab 1892 reiste das Ensemble des Chat Noir auch im Land umher und präsentierte ihr Schattentheater an anderen Orten.

## Das Ende

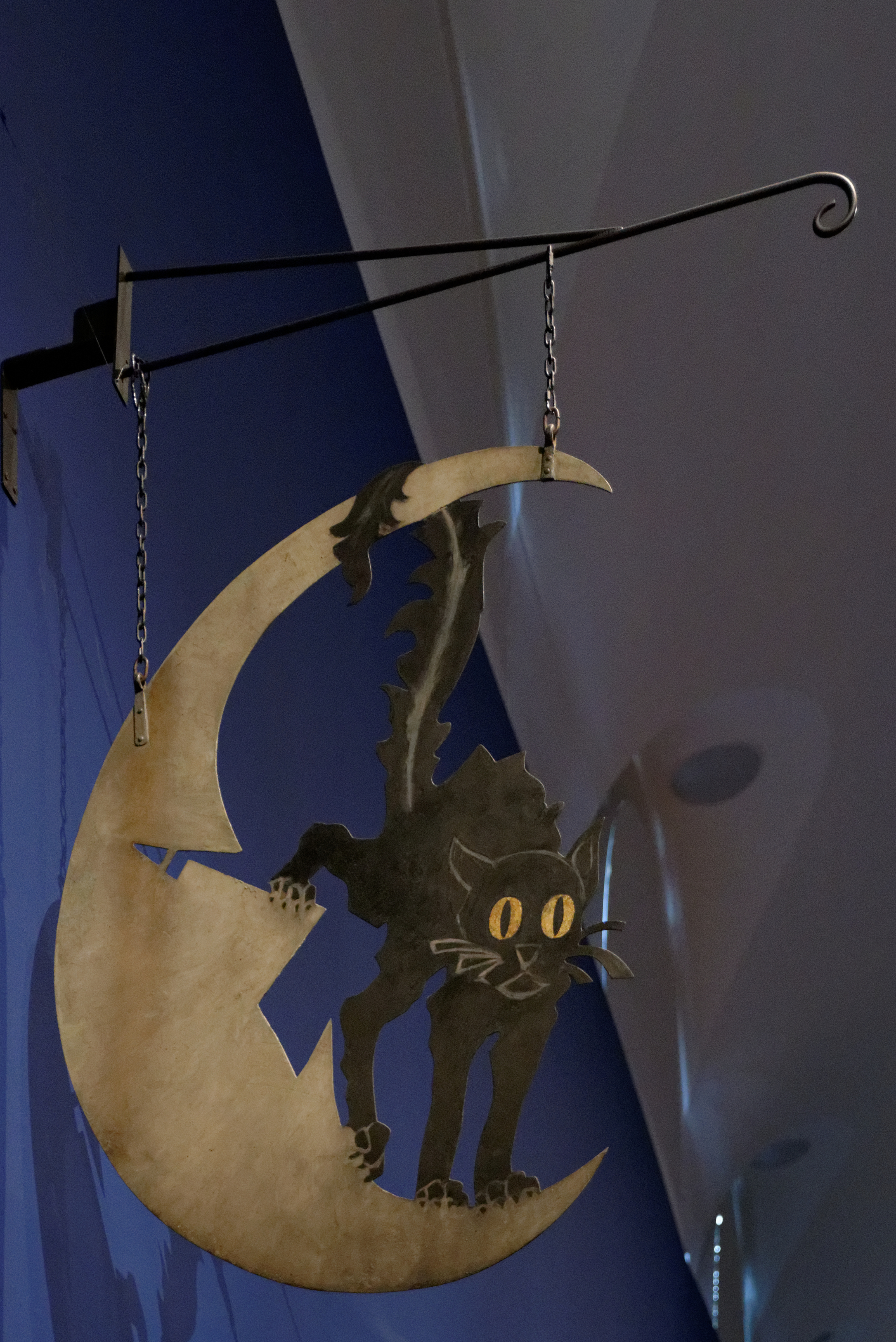
Blechschild des Le Chat Noir, Original

Die letzte Vorstellung des Schattentheaters wurde im Januar 1897 gegeben. Salis sprach noch von Plänen, mit dem Cabaret umzuziehen, starb aber nach kurzer Krankheit am 19. März 1897. Das Interieur des Lokals, die Schattenspielfiguren und der Nachlass von Rodolphe Salis wurden in drei Auktionen (April 1897, Mai 1898 und März 1904) verkauft.
Das emaillierte Blechschild, entworfen von Adolphe Willette, zierte die Außenfassade des Chat Noir als Nasenschild und befindet sich heute im Musée Carnavalet. Nach diesem alten Entwurf wurde 1939 auch eine Neonreklame gestaltet. Andere Cabarets kopierten erfolgreich das Konzept des Chat Noir weltweit. Der bekannte Name wurde ebenfalls weltweit für verschiedene Restaurants und Clubs verwendet.
Im Dezember 1899 eröffnete Henri Fursy sein Boîte à Fursy Cabaret am 68, Boulevard de Clichy. Er nahm von sich an, die Rolle von Salis übernommen zu haben, und sagte, sein Cabaret würde „dank seines Engagements wieder einmal das Ziel all jener sein, die auf den Montmartre steigen um ihre beliebten Sänger hören zu können …“. Später übernahm die Lokalität auch den Namen Chat Noir und vergrößerte es um einen Hotelbereich. Heute existiert das Chat Noir immer noch an dieser Stelle, ist aber lediglich eine Cafébar mit gelegentlichen Musikveranstaltungen – angeschlossen an ein Designhotel und mit nur noch wenigen Äußerlichkeiten, die an seine bewegte Vergangenheit erinnern.

## Die ZeitschriftLe Chat Noir
Um zusätzliche Werbung für das Cabaret zu gewährleisten, erstellten Salis und Émile Goudeau eine wöchentliche Zeitschrift und benannten sie nach dem Lokal. Darin waren neben abgedruckten Geschichten auch zahlreiche Karikaturen über zeitgenössische Künstler zu finden. Vom 14. Januar 1882 bis März 1895 erschienen so 688 Ausgaben des Journals, zuletzt in einer Auflage von 20.000 Exemplaren. In einer zweiten Serie wurden noch einmal 122 Hefte produziert, von denen am 30. September 1897 die letzte Ausgabe erschien. Die Zeitschrift verkörperte in ihren Zeilen den Geist des Fin de siècle und beschrieb in ihren Ausgaben all die Dichter und Künstler, die dort auftraten oder an der Ausgestaltung des Cabarets mitwirkten. Selten wurden jedoch Lieder oder Liedtexte veröffentlicht. Eine Ausnahme bildete in der Ausgabe vom 9. August 1884 die „Ballade von Chat Noir“ Aristide Bruants.
Im Journal Le Chat Noir veröffentlichte Jean Lorrain seine ersten Artikel. Andere berühmte Autoren, die in der Zeitschrift mitwirkten, waren Paul Verlaine, Jean Richepin oder Léon Bloy. Versehen waren die Artikel mit Illustrationen von Théophile-Alexandre Steinlen.